# Mildred McDanielová
Mildred Louise McDanielová-Singletonová (4. listopadu 1933, Atlanta – 30. září 2004, Pasadena) byla americká atletka, která se specializovala na skok do výšky.

## Kariéra
V roce 1955 vybojovala zlatou medaili na druhých Panamerických hrách v Ciudad de México. O rok později získala na letních olympijských hrách v australském Melbourne zlatou medaili. Ve finále překonala 176 cm. Tímto skokem vytvořila nový olympijský a světový rekord, když o jeden cm překonala tehdejší světový rekord Rumunky Jolandy Balaşové. O stříbrné medaile se podělily Britka Thelma Hopkinsová a sovětská výškařka Maria Pisarevová, které shodně překonaly napoprvé 167 cm. Podobně si vedla také Švédka Gunhild Larkingová, ta však měla horší technický zápis na předchozích výškách a obsadila čtvrté místo.
Atletickou kariéru ukončila v roce 1957.